# Franciszek Frezer
Franciszek Frezer ze Szczygłowa herbu Alabanda (zm. przed 20 maja 1713) – komornik graniczny krakowski w 1698 roku, pisarz grodzki krakowski w latach 1688–1712, burgrabia krakowski w 1686 roku, regent grodzki krakowski w 1678 roku, podpisek i regent grodzki sądecki w 1676 roku.
W 1704 roku jako poseł województwa krakowskiego na sejm elekcyjny podpisał pacta conventa Stanisława Leszczyńskiego.